# Eleccions generals neozelandeses de 2020
Les eleccions generals neozelandeses de 2020 es van celebrar el dissabte 17 d'octubre de 2020 per determinar la composició del 53è Parlament de Nova Zelanda.

## Antecedents
Després de les eleccions de 2017, el Partit Laborista, encapçalat per la primera ministra Jacinda Ardern, va formar un govern de coalició amb el partit Nova Zelanda Primer comptant, a més, amb la confiança del Partit Verd de Aotearoa Nova Zelanda. El principal oponent al govern és el Partit Nacional, dirigit per Judith Collins. És la segona elecció general (la primera va ser en 1999) on els dos partits principals tenen dones al capdavant.
En paral·lel a aquests comicis, se celebrà el mateix dia un referèndum sobre el consum personal de cànnabis, juntament amb un referèndum sobre l'eutanàsia.

## Sistema electoral
Els votants van triar a 120 membres de la Cambra de Representants en virtut del sistema de representació proporcional mixta.

## Resultats
| Partit               | Partit                                                              | Vots      | % de vots | % de vots | Escons    | Escons    | Escons    | Escons    |
| Partit               | Partit                                                              | Vots      | %         | /-+       | Electorat | Llista    | Total     | /-+       |
| -------------------- | ------------------------------------------------------------------- | --------- | --------- | --------- | --------- | --------- | --------- | --------- |
|                      | Partit Laborista                                                    | 1.443.545 | 50,01     | 13,12     | 46        | 19        | 65        | 19        |
|                      | Partit Nacional                                                     | 738.275   | 25,58     | 18,87     | 23        | 10        | 33        | 23        |
|                      | ACT Nova Zelanda                                                    | 226.757   | 7,86      | 1,59      | 1         | 9         | 10        | 2         |
|                      | Partit Verd                                                         | 219.031   | 7,59      | 7,08      | 1         | 9         | 10        | 9         |
|                      |                                                                     |           |           |           |           |           |           |           |
|                      | Partit Maori                                                        | 33.630    | 1,17      | 0,01      | 1         | 1         | 2         | 2         |
|                      |                                                                     |           |           |           |           |           |           |           |
|                      | Nova Zelanda Primer                                                 | 75.020    | 2,60      | 4,60      | 0         | 0         | 0         | 9         |
|                      | Partit de les Oportunitats                                          | 43.449    | 1,51      | 0,94      | 0         | 0         | 0         | =0        |
|                      | Nou Partit Conservador                                              | 42.615    | 1,48      | 1,24      | 0         | 0         | 0         | =0        |
|                      | Partit Avanci Nova Zelanda                                          | 28.434    | 0,99      | Nou       | 0         | 0         | 0         | Nou       |
|                      | Legalització del cànnabis                                           | 13.329    | 0,46      | 0,15      | 0         | 0         | 0         | =0        |
|                      | ONE Party                                                           | 8.121     | 0,28      | Nou       | 0         | 0         | 0         | Nou       |
|                      | Visió Nova Zelanda                                                  | 4.237     | 0,15      | Nou       | 0         | 0         | 0         | Nou       |
|                      | Nova Zelanda a l'aire lliure                                        | 3.256     | 0,11      | 0,05      | 0         | 0         | 0         | =0        |
|                      | Partit de l'Aliança dels Contribuents i Emprenedors de Nova Zelanda | 2.414     | 0,08      | Nou       | 0         | 0         | 0         | Nou       |
|                      | Nova Zelanda Sostenible                                             | 1.880     | 0,07      | Nou       | 0         | 0         | 0         | Nou       |
|                      | Partit del Crèdit Social                                            | 1.520     | 0,05      | 0,02      | 0         | 0         | 0         | =0        |
|                      | Cor                                                                 | 914       | 0,03      | Nou       | 0         | 0         | 0         | Nou       |
| Total                | Total                                                               | 2.886.420 | 100.00    |           | 72        | 48        | 120       | 0         |
| Vots nuls            | Vots nuls                                                           | 21.372    |           |           |           |           |           |           |
| Vots no admesos      | Vots no admesos                                                     | 11.281    |           |           |           |           |           |           |
| Total de vots emesos | Total de vots emesos                                                | 2.919.073 |           |           |           |           |           |           |
| Participació         | Participació                                                        | 82.24     | 82.24     | 82.24     | 82.24     | 82.24     | 82.24     | 82.24     |
| Registrats           | Registrats                                                          | 3.549.580 | 3.549.580 | 3.549.580 | 3.549.580 | 3.549.580 | 3.549.580 | 3.549.580 |

## Conseqüències

Cambra de Representants després de les eleccions de 2020.

El governant Partit Laborista, encapçalat per la primera ministra Jacinda Ardern, va guanyar les eleccions amb una aclaparadora victòria contra el Partit Nacional, encapçalat per Judith Collins. Al guanyar 65 dels 120 escons, els laboristes van poder formar el Sisè Govern Laborista per a un segon mandat sense el suport de cap altre partit. Va ser la primera vegada que un partit polític de Nova Zelanda va aconseguir un govern en majoria sota el sistema de representació proporcional mixta introduït el 1996. Els laboristes també van aconseguir el percentatge més alt de vot popular (50,01%) per a qualsevol partit polític des de les eleccions generals de 1951. Així mateix, aquesta elecció va ser el pitjor resultat per al Partit Nacional des de 2002, i un dels pitjors de la seva història.
El partit llibertari dretà ACT Nova Zelanda i el Partit Verd van obtenir escons a les eleccions, mentre que el Partit Maori va tornar al Parlament en obtenir l'escó de Waiariki. El partit nacionalista populista Nova Zelanda Primer, liderat pel viceprimer ministre Winston Peters en coalició amb el laborisme, va patir el pitjor resultat de la seva història, perdent tots els escons que ocupava.
Si bé els resultats de les enquestes d'opinió a principis d'any no van ser particularment sòlids per cap dels partits principals, Ardern i el govern laborista van ser elogiats per la seva resposta a la pandèmia de COVID-19 a Nova Zelanda. Les enquestes després van suggerir que els laboristes podrien governar amb la confiança i l'oferta dels Verds o com un govern majoritari en solitari. En contrast, la direcció del Partit Nacional va canviar dues vegades en menys de tres mesos, incapaç de millorar els seus mals resultats en les enquestes. Es creu que el Partit Laborista va obtenir el suport dels votants de centre, molts dels quals havien votat prèviament pel Partit Nacional sota John Key.